# 보르네오에서 돌아온 덕팔이
보르네오에서 돌아온 덕팔이는 한국에서 제작된 설태호 감독의 1976년 영화이다. 박병호 등이 주연으로 출연하였고 김화식 등이 제작에 참여하였다.

## 출연

### 주연
- 박병호
- 소희
- 장혁